# Miguel Santaeulalia Serrán
Miguel Santaeulalia Serrán   (València, 1 de gener de 1968) és un artista faller. És el primer representant de la tercera generació d'una nissaga d'artistes fallers iniciada pel seu iaio Salvador Santaeulalia i continuada pel seu pare Miguel Santaeulalia. Els seus germans Pedro, Alejandro i José completen la darrera línia del llinatge artístic dels Santaeulalia. Cursa estudis dins de les llicenciatures de Belles Arts i de Geografia i Història sense finalitzar-los.
Enquadra el seu estil en un llenguatge clàssic i acadèmic amb una certa reformulació actual de paràmetres naturals. Considera la bellesa i l'impacte visual de la Falla com els aspectes més importants. Utilitza l'estètica com a punt de partida per a desenvolupar l'argument, el contingut i les temàtiques dels seus treballs. Considera els seus referents a destacats creadors com Joan Canet, Alfredo Ruiz, Julián Almirante, Julio Monterrubio i Pepe Puche.
És considerat com l'autèntic artista de la família per la seua gran destressa en les diferents disciplines de la creació fallera des de ben menut, quan ajudava en el taller a pintar i tallar fang. Així la seua primera Falla realitzada en 1987 per la comissió Na Jordana amb el lema "Ahir i hui juguem, però diferent" sorprèn i aconsegueix el primer premi de la secció especial infantil superant a l'imbatible fins al moment Joan Canet. La seua carrera com artista faller es veu truncada pel servei militar obligatori. Una vedada acabat aquest entra a Lladró mitjançant una beca per posteriorment passar a treballar per a l'empresa de porcellana.
Arran del seu pas per la companyia valenciana coneix a molts artistes fallers que també treballen allí i el 2002 convida a participar a grans noms com Juan Huerta, José Luis Alvarez "El Metge", Toni Ramos o Alares en la realització de la Falla infantil de la comissió Duc de Gaeta - Pobla de Farnals que amb el lema "Un dia en Venècia" i disseny de Ramon Pla es faria amb el primer premi de la secció especial. La curiositat d'esta obra d'art és que la comissió va decidir indultar-la salvant-la del foc per la seua qualitat i els professionals que havien participat d'ella. Finalment seria cremada dies després del 19 de març. En 2008 torna a la màxima categoria infantil plantant a la comissió Pediatra Jorge Comin - Serra Calderona l'obra "Primer foren xiquets".
Tot i haver signat un nombre escàs de Falles en la Secció Especial de València, compta amb una destacada participació en esta categoria. Debuta l'any 2011 amb "Càsting" per Pediatra Jorge Comin - Serra Calderona, obra que li reporta el tercer premi. En març de 2012 passa a formar part de la llista d'artistes fallers guanyadors de la categoria plantant a la mateixa demarcació "Amb el que hem sigut". La seua darrera creació en especial adulta es va poder contemplar en 2013 a Cuba - Literat Azorin, cadafal que duia per lema "Els amors impossibles".
La seua producció també destaca en la secció 1A amb tres màxims guardons. Així es fa amb el primer premi amb Duc de Gaeta - Pobla de Farnals en l'any 2010 amb "Tempus fugit", que destaca per la seua figura central dotada d'una escultura altament academicista, i en 2011. A l'Eixample, en 2014, repetirà posició amb "Sempre ens quedarà París" a Gravador Esteve - Cirilo Amorós.
A més, la seua trajectòria artística en la realització de Falles també passa per altres places com Quart Extramurs - Velázquez, Passeig Albereda - Avinguda de França, Bilbao - Maximilià Thous, Santa Genoveva Torres - Arquitecte Tolsà i Pintor Maella - Avinguda de França pel que fa a la ciutat de València. En altres localitats com Torís, Torrent, Gandia i Dénia també ha realitzat cadafals per a algunes comissions com Els Barris, Antonio Pardo, Vilanova i Paris Pedrera.
En la seua darrera etapa col·labora amb altres artistes fallers en altres parts del procés creatiu de la Falla. Així trobem dissenys signats per ell per als artistes Manolo Algarra, Paco Torres o treballs d'esculptura per a Rafa Ibáñez fa uns anys. És autor de les portades de la revista El Turista Fallero 2015 i 2016, esta última dedicada al seu progenitor amb motiu del 75 aniversari de la publicació.